# NGC 2782
NGC 2782 (również PGC 26034, UGC 4862 lub Arp 215) – mała, okrągła galaktyka spiralna z poprzeczką (SBa) o wielkości 11,4m, znajdująca się w gwiazdozbiorze Rysia. Odkrył ją William Herschel 18 marca 1787 roku. Należy do galaktyk Seyferta.
Ma nieduże, ale bardzo jasne jądro, gdzie powstają gwiazdy. Produkowane są tam olbrzymie ich ilości, a towarzyszy temu gwałtowny wiatr cząstek i rozszerzający się obszar jonizacji.
W galaktyce tej zaobserwowano supernową SN 1994ak.